# Dobrotitsa (distrikt i Silistra)
Dobrotitsa (bulgariska: Добротица) är ett distrikt i Bulgarien.   Det ligger i kommunen Obsjtina Sitovo och regionen Silistra, i den nordöstra delen av landet, 300 km öster om huvudstaden Sofia.
Trakten runt Dobrotitsa består till största delen av jordbruksmark. Runt Dobrotitsa är det ganska glesbefolkat, med 50 invånare per kvadratkilometer.